# Loco Loco
Loco Loco је песма српске групе Hurricane. Песма је представљала Србију на такмичењу за Песму Евровизије 2021. у Ротердаму, у Холандији. Текст је писала Сања Вучић, музику су радили Дарко Димитров и Немања Антонић.

## Песма Евровизије

### Интерни избор
Радио-телевизија Србије је 17. децембра 2020. потврдила да ће Hurricane представљати Србију на такмичењу 2021. године.

### На Евровизији
Такмичење за избор Песме Евровизије 2021. одржаће се у Ротердаму у Холандији и састојаће се од два полуфинала — 18. маја и 20. маја — и великог финала 22. маја 2021. Према правилима Евровизије, државе учеснице осим државе домаћина и „велике петорке”, у коју спадају: Италија, Немачка, Уједињено Краљевство, Француска и Шпанија, морају бити међу првих десет земаља с највише гласова у једном од два полуфинала како би се квалификовале у финале. Дана 17. новембра 2020. објављено је да ће Србија наступити у првој половини другог полуфинала такмичења.